# Musapsocidae
Musapsocidae es una familia de insectos en Psocodea perteneciente al suborden Troctomorpha. El pterostigma del ala delantera de estas especies tiene la característica de no estar cerrado proximalmente. La familia incluye dos géneros.